# M20 (Машрік)
M20 — є основним маршрутом зі сходу на захід у міжнародній мережі доріг Арабського Машріку, що проходить через Центральну Сирію. Дорога починається в Камишли, потім пролягає через Хасеке, Дайр-ез-Заур і Хомс до Тартуса. Дорога проходить лише через одну країну, а саме через Сирію.

## Номери національних доріг
М20 пролягає з півночі на південь наступними національними номерами доріг:
| Номер | Маршрут            |
| Сирія | Сирія              |
| ----- | ------------------ |
| 7     | Камишли - Пальміра |
| 3     | Пальміра - Хомс    |
| M1    | Хомс - Тартус      |